# كرملو (مشكين شهر)
كرملو هي قرية في مقاطعة مشكين شهر، إيران. عدد سكان هذه القرية هو 410 في سنة 2006.